# Giulio Angioni
Giulio Angioni (født 28. oktober 1939 i Guasila, Sardinien, død 12. januar 2017 i Cagliari) var en italiensk forfatter og antropolog.
Giulio Angioni var sammen med Maria Giacobbe, Sergio Atzeni, Luciano Marrocu og mange andre, en af de mest berømte forfattere af den nye litteratur fra Sardinien, siden den forrige generation af forfattere som Grazia Deledda, Emilio Lussu, Giuseppe Dessì, Gavino Ledda, Salvatore Satta.
Blandt de mange romaner af Giulio Angioni, betragtes disse som de bedste: Le fiamme di Toledo (Toledos flammer), Assandira, Il sale sulla ferita (Salt i såret) og Doppio cielo (Dobbelt Himmel).

## Forfatterskab
- L'oro di Fraus, Editori Riuniti 1988, roman
- Il sale sulla ferita, Marsilio 1990, Il Maestrale 2010, roman, Premio Viareggio finalist 1990
- Una ignota Compagnia, Feltrinelli 1992, (Il Maestrale 2007), Premio Viareggio finalist 1992
- La Casa della Palma, Avagliano 2000, roman
- Millant'anni, Il Maestrale 2002, noveller
- Il Mare intorno, Sellerio 2003, noveller
- Assandira, Sellerio 2004), roman
- Alba dei giorni bui, Il Maestrale 2005, 2009), roman, Premio Dessì 2005
- Le fiamme di Toledo, Sellerio 2006, roman, Premio Mondello 2006
- La pelle intera, Il Maestrale 2007, roman
- Afa, Sellerio 2008, roman
- Tempus, CUEC 2008, digte
- Gabbiani sul Carso, Sellerio 2010, roman
- Doppio cielo, Il Maestrale 2010, roman
- Il dito alzato, Sellerio 2012, varia
- Cartas de logu: scrittori sardi allo specchio, CUEC 2007.
- Gabbiani sul Carso, 2010
- Doppio cielo, 2010
- Sulla faccia della terra, 2015